# Ливарна вулиця (Дніпро)
Ливарна вулиця — вулиця у Соборному районі Дніпра; головна вулиця давньої місцевості Половиці — Каміння. Розташована у прибережній, правобережній зоні Дніпра. Довжина вулиці — 500 метрів.
Вулиця бере початок від Успенського майдану та йде на схід з видом на Дніпро й Монастирський острів. Упирається у Січеславську Набережну у Фестивального майдану.

## Історія
Назва вулиці походить від ливарного заводу Заславського.

### Лісовий майдан
Після весняної повені 1789 року житлова забудова відступила від берега й звільнену площу зайняла торгівля лісом. Територія над Дніпром між вулицею Володимира Мономаха й перехрестям Ливарної вулиці з Січеславською набережною тоді назвали Лісовий майдан (площа).
Станом на 1910 рік від залізничного (Амурського) моста до Ливарної вулиці були суцільні комори лісу й деревообробні підприємства. У путівнику 1910 р. описувалося: «Берег Дніпра від залізничного моста, закінчуючи Ливарною вулицею — один суцільний лісовий склад. Це є центр лісового ринку, де відбувається продаж, скупка й розпилювання лісу. На березі кілька лісопилень, що завалені вдень й вночі роботою, особливо у літню пору».

### Успенський собор
Дерев'яний п'ятиглавий Успенський собор займав місце на початку Ливарної вулиці, на місці нинішнього скверу Кирила і Методія. Проект Успенського кам'яного собору розроблено 1837 року у Петербурзі членами Будівельного комітету та Комісії проектів та кошторисів, архітекторами Людвігом Шарлеманем й Пьєтро Вісконті, які розробили роком раніше Троїцький кафедральний собор. Проекти виконані в російсько-візантійському стилі, що інтенсивно насаджувався за правління Миколи I (1825—1855), який є штучним поєднанням пізнього класицизму з елементами російської та візантійської храмової архітектури.
Успенський кам'яний собор звели подалі на південний захід від дерев'яного храму в 1839—1850 роках. Церковна будівля має вигляд прямокутника, який завершувало п'ять шоломоподібних куполів. Оформлення фасаду було дуже суворим, з мінімумом декору. Успенський собор був зовні подібний Троїцькому собору. Виділявся храм своєї дзвіницею, тривалий час була найвищою будівлею нижньої частини міста. 1936 року храм закрили, куполи та дзвіницю знесли, а саму будівлю перебудували в міську лікарню № 10.
Дзвіниця храму містила угорі головний катеринославський годинник «Братів Бутеноп», що також виробили годинник для Спаської башти московського кремля.

### Каміння
Каміння є однією з найдавніших місцин міста Дніпро, місце міста-замку 10-13 сторіччя середньовічного міста християнської доби Київської Русі Монастирська. Грецький монастир на Монастирському острові з містечком на протилежному березі у сучасних Каміннях грав роль християнського центра, на шляху з християнської метрополії України — Візантії до нового місіонерського центру — Києва.
Каміннями називали місцевість від Ливарної вулиці до Потемкінського саду (сучасний парк Шевченка), — прибережну частину, що круто повертала догори. Прокладені тут вулички є рядом крутих підйомів відомі під назвою Мусманська гора (мимо губернської земської управи), Нової вулиці (сучасна вулиця Архітектора Дольника) та Каміннів. Будинки на Каміннях розплановані неправильно й стояли на окремих терасах. Вся вулиця порізана рядом вуличок, що ведуть до берега й огорожі Потемкінського саду. Берег носив на собі всі сліди гірської породи. У цьому місці Дніпро прориває Карпатську гряду, тому починаючи звідси, берег скелеватий й усіяний дрібними й гострими каменями. Від Каміннь вгору йшов ряд мальовничих, розташованих на швейцарський лад, вулиць.

### Маєток Заславських
Ливарний завод Заславського було засновано у 1832 році купцом 2-ї гільдії Заславським на власному дворовому місці — 1-ша поліцейська частина Катеринослава № 1, 2. Ливарний завод став найбільшим підприємством міста з 30 працівниками. У 1872 році завод перейшов Фроїму Абрамовичу Заславському, який модернізував завод, звів 2-поверховий корпус, встановив парову машину у 12 кінських сил.
На кінець 1880-их років маєток Заслаських, на якому було розташовано завод складав 900 саженів. Тоді Чавуноливарний й механічний завод Заславського мав ливарне, механічне, машинне, столярне й слюсарне відділення, малярну майстерню, комори для матеріалів й готової продукції. Головною продукцією заводу були різноманітні землеробські машини: молотилки, соломотряси, віялки, соломорізи та інші; запасні частини до землеробський машин й дрібні клямрові вироби.
Повністю кам'яним був тільки головний корпус, а інший корпус мав кам'яний перший й дерев'яний другий поверх. Інші 8 промислових й 2 житлових будинки були дерев'яними.
З будівництвом катеринославських металургійних гігантів Брянського заводу й заводу Гантке на підприємстві настала грошова скрута.
Вартість маєтку Заславських після смерті у 1890 році Фройма Заславського (1890 рік) й його дружини Ганни (1891 рік) на 1891 рік оцінювалося у 8950 рублів, а разом з будинком, устаткуванням, матеріалами, виробами, мебелею, боргами підприємству — у 26622 рублі. Боргів самого підприємства було 20889 рублів.
Онуки Фройма Заславського не піклувалися про завод, тому він був виставлений через суд 1917 року на торги. Проте ніколи не був проданий й націоналізований більшовиками декілька років пізніше. Онучки Фройма були задіяні у марксистському русі: Софія була відрахована з навчання у Харкові, а Лея стала відомою більшовицькою під ім'ям Людмила Сталь, яка стала коханкою, вчителькою й редактором Йосипа Сталіна.
За радянської влади колишній чавуноливарний й механічний завод Заславського за адресою Ливарна вулиця, 16 перетворився на лісзавод. У кінці 1960-их років завод було повністю знесено.

### Набережна
У другій половині 1920-их років було вирішено звести Набережну, що буде спроможна захистити квартали давньої Половиці. До 1941 року встигли звести менше 1 км від вулиці Словацького до Європейської вулиці. Будівництвом керував інженер-гідротехнік Соколов, який під час німецької окупації зайняв посаду бургомістра Дніпропетровська. Будівництво Набережної було продовжено й влітку 1942 року були розпочаті роботи зі зведення земляної дамби між вулицями Коцюбинського й Ливарною, розбирання пошкоджених будівель в зоні всій Набережної, підсипка ґрунту. Роботами керував інженер міської управи Онищенко, які планувалося закінчити у 1943 році, проте вони були перервані у початковій стадії.

## Перехресні вулиці
- Успенська площа,
- Крутогірний узвіз,
- вулиця Поля,
- Тіснокам'яний провулок,
- Вулиця Ламана,
- Січеславська Набережна.

## Будівлі
- № 2 — ЖК «Дім на Ливарній»
- № 3 — Центр позашкільної роботи № 2,
- № 9 — Житловий комплекс «Цитадель»,
- № 10 — Дніпропетровська академія музики імені М. Глінки.

Російська імператриця Катерина II спинилася 9 (20) травня 1787 року в будинку, що зберігся досі на розі вулиці Ливарна й Крутогірна (сучасний Крутогірний узвіз). Тепер колишній гостинний будинок Половиці має адресу Успенська площа № 14, у якій розташовано готель «Дворянський».